# Clementina Ródenas
Clementina Ródenas Villena (Ayora, Valencia, 11 de mayo de 1949) es una política socialista de la Comunidad Valenciana (España).
Clementina Ródenas estudió el Bachillerato en el Instituto de Requena pasando a estudiar Ciencias Económicas y Empresariales en la Universidad de Valencia en 1966 y doctorándose en Economía en 1978, con lo que se convirtió en la primera mujer en doctorarse en dicha universidad [cita requerida]. Por oposición pasó a ser profesora titular de Historia Económica en 1979.
En 1975 ingresó en el Partit Socialista del País Valencià y en la Unión General de Trabajadores siendo miembro de la comisión de cuentas del PSPV-PSOE (fruto de la integración del PSPV en el PSOE en 1978) desde 1979 hasta 1985. Entre los años 1983 y 1989 fue concejala de Hacienda y primera teniente de alcalde en el ayuntamiento de Valencia, en el equipo municipal presidido por su compañero de partido Ricard Pérez Casado. Tras la dimisión de éste a finales de 1988, fue elegida alcaldesa, con solo un voto de diferencia sobre el regionalista Vicente González Lizondo (Ródenas obtuvo 14 votos frente a los 13 de Unión Valenciana y Alianza Popular; el CDS y Esquerra Unida se abstuvieron). Ródenas fue la candidata socialista en las elecciones municipales de 1991 que ganó con 45.000 votos de diferencia sobre su rival más directa, Rita Barberá, del Partido Popular. Sin embargo, no consiguió la mayoría absoluta (obtuvo 13 de los 33 concejales) y gracias a los pactos entre el Partido Popular y Unión Valenciana Barberá fue elegida alcaldesa. Durante la legislatura 1991-1995 Ródenas fue cabeza de la oposición municipal en el ayuntamiento de Valencia y presidenta de la Diputación Provincial de Valencia. Fue también representante de la Federación Española de Municipios y Provincias en el Consejo de las Regiones de Europa.
En el VII Congreso del PSPV-PSOE (abril de 1994), Ródenas fue elegida miembro de la Comisión Ejecutiva. En las elecciones autonómicas de 1995 fue la número dos de la candidatura por Valencia, tras Joan Lerma. El descalabro socialista (pasaron de 45 a 32 diputados), dando paso a un gobierno del Partido Popular, encabezado por Eduardo Zaplana hizo que el grupo parlamentario socialista quedase en la oposición. Ródenas ocupó la portavocía para asuntos económicos y de Hacienda de dicho grupo. En 1997 dimitió por motivos personales.
Clementina Ródenas fue elegida miembro del Comité Federal del PSOE en el XXXIV Congreso (junio de 1997) y formó parte de la Comisión Federal de Estatutos y Reglamentos, junto con otros militantes como José Montilla o Carmen Romero la cual redactó los reglamentos para las elecciones primarias que rigen el PSOE desde entonces. Un mes después, en julio, se celebró un congreso del partido en el que Joan Lerma fue sustituido por Joan Romero. Ródenas no repitió como miembro de la Comisión Ejecutiva. En junio de 1998 se celebraron las primarias para elegir al candidato del PSPV-PSOE a la presidencia de la Generalitat Valenciana. El secretario general, Joan Romero, compitió con Antoni Asunción y Clementina Ródenas, que contaba con el apoyo del secretario general del PSOE, Joaquín Almunia. Ganó el primero, con Ródenas como la candidata menos votada.
Ha escrito algunos libros y artículos sobre economía, como Banca e industrialización, 1840-1880 (1979) y La Banca valenciana: una aproximación histórica (1982).
Está casada con el también político socialista Segundo Bru.